# インディクティオ
インディクティオ（ラテン語: indictio）とは、古代ローマや中世の記録に使われた、15年周期の年代単位（査定周期）である。15年紀と呼ばれることもある。
西暦年を15で割って余りが13のときを第1インディクティオ、14のときを第2インディクティオなどと数え、余りが12のときは第15インディクティオと数える。サイクル自体は番号付けされていないので、その年を特定するためには他の紀年が必要である。このため、いわゆる西暦や執政官の名前（共和政期）、皇帝の在位年数・世界創造紀元（東ローマ帝国）などと併用されていた。
最初は3世紀後半のエジプト属州で農業や地税の記録で使われていた。287年に始まった時点では5年サイクルで318年で26サイクル目に到達した。しかし314年までには15年サイクルが現れている。ビザンチンの年代記"Chronicon Paschale"によると最初の年は312-313年、933年のコプト文書には1サイクル早い297-298年と書かれている。4世紀後期までには地中海世界全域で文書の記録に使われていた。

## 参照
- Yiannis E. Meimaris, Chronological systems in Roman-Byzantine Palestine and Arabia（Athens, 1992）, 32-34
- Chronicon paschale 284–628 AD, trans. Michael Whitby, Mary Whitby（Liverpool, 1989）, 10.
- Leo Depuydt, "AD 297 as the beginning of the first indiction cycle", The bulletin of the American Society of Papyrologists, 24（1987）：137-9.
- Roger S. Bagnall, K. A. Worp, The chronological systems of Byzantine Egypt（Zutphen, 1978）.
- Bonnie Blackburn, Leofranc Holford-Strevens, The Oxford companion to the year（Oxford, 1999）, 769-71.
- V[enance] Grumel, "Indiction", New Catholic encyclopedia.
- S. P. Scott [Justinian I], "Forty-seventh new constitution" [Novella 47], The civil law [Corpvs jvris civilis]（1932; reprinted New York, 1973）, 16（in 7）：213-15.